# Медуза (група)
Вижте пояснителната страница за други значения на Медуза.
Медуза (англ.Meduza) е шведска неокласическа пауър метал група. Стартира през 1994 като „Mind's Eye“, след което сменя името си на „Autumn Lords“ през 1998 и накрая на Meduza през 2000.

## Дискография
- Meduza – 2001
- Now and Forever – 2002
- Meduza Promo – 2003
- Upon the World – 2004
- Rage – 2021